# Вулиця Березова (Львів)
Ву́лиця Бере́зова — вулиця у Личаківському районі міста Львів, у місцевості Великі Кривчиці. Пролягає від вулиці Кривчицька Дорога до залізниці. Прилучається вулиця Прогулкова.

## Історія та забудова
Вулиця прокладена на початку 1930-х роках, під час будівництва так званої Кривчицької колонії (інша назва — робітнича колонія «Кривчиці»). У 1933 році вулиця отримала сучасну назву, яка походить, ймовірно, від трьох великих беріз, що ростуть на вулиці з 1930-х років. Під час німецької окупації вулиця мала назву Біркенґассе.
Вулиця забудована приватними садибами 1930-х, 1960-х та 2000-х років.